# Жарвиль-ла-Мальгранж
Жарви́ль-ла-Мальгра́нж (фр. Jarville-la-Malgrange) — коммуна во французском департаменте Мёрт и Мозель, региона Лотарингия. Южный пригород Нанси. Здесь в 1477 году проходила историческая битва при Нанси.

## Демография
Население коммуны на 2010 год составляло 9385 человек.
| 1962 | 1968   | 1975   | 1982   | 1990 | 1999 | 2010 |
| ---- | ------ | ------ | ------ | ---- | ---- | ---- |
| 6686 | 12 154 | 12 302 | 11 350 | 9992 | 9751 | 9385 |

## Достопримечательности
- Музей истории железа
- Замок Монтегю и парк (на границе с Ланёввиль-деван-Нанси)
- Канал Марна — Рейн